# 6755 Solovʹyanenko
6755 Solovʹyanenko è un asteroide della fascia principale. Scoperto nel 1976, presenta un'orbita caratterizzata da un semiasse maggiore pari a 2,4422360 UA e da un'eccentricità di 0,0438309, inclinata di 4,74073° rispetto all'eclittica.